# Hydrobudowa Wrocław
Hydrobudowa Wrocław – przedsiębiorstwo działające we Wrocławiu w dziedzinie budownictwa, w szczególności budownictwa hydrotechnicznego, inżynieryjnego i obiektów budowlanych związanych z ochroną środowiska. Przedsiębiorstwo w 2008 r. zostało postawione w stan upadłości likwidacyjnej. Jego siedziba mieściła się przy ul. Międzyleskiej 4 we Wrocławiu  .
W 1948 roku zostało we Wrocławiu założone przedsiębiorstwo budowlane, którego zakres przyszłego działania został ukierunkowany na budownictwo hydrotechniczne, inżynieryjne, ochrony środowiska, oraz wytwarzanie urządzań dla oczyszczalni ścieków. Hydrobudowa Wrocław realizowała roboty budowlane głównie na Dolnym Śląsku. Od lat 70. XX wieku przedsiębiorstwo weszło także na rynek Czechosłowacji (później Czech i Słowacji). W Czechach przedsiębiorstwo miało swoje przedstawicielstwo w Pradze.
Do 1991 roku przedsiębiorstwo nosiło nazwę Wrocławskie Przedsiębiorstwo Robót Inżynieryjnych Budownictwa Przemysłowego „Hydrobudowa-Wrocław”. Po tej dacie przedsiębiorstwo otrzymało nazwę Hydrobudowa Wrocław Sp. z o.o. W 2008 r. zgłoszono do sądu wniosek o upadłość likwidacyjną spółki   . Proces upadłości został przeprowadzony, a spółka została wykreślona z Krajowego Rejestru Sądowego  .
Specjalizacja przedsiębiorstwa w określonym zakresie budownictwa była decydującym czynnikiem o zrealizowanych przez nie obiektach. Wśród nich wymienić można:
- ponad 80 oczyszczalni ścieków, w tym między innymi w Opolu, Gryfowie Śląskim, Żarowie,
- zbiorniki hydrotechniczne i stawy osadowe, między innymi: Żelazny Most dla kopalni miedzi Rudna, Gilów dla kopalni Polkowice-Lubin, zbiornik odpadów chemicznych dla zakładów Rokita,
- ujęcia i stacje uzdatniania wody, między innymi: Zgorzelec, Jelenia Góra, Wałbrzych, Mokry Dwór dla Wrocławia, Przybków dla Legnickiego Zagłębia Miedziowego, ujęcie wody z jazem Michałów,
- rurociągi magistralne (wodociągowe i kanalizacyjne),
- składowiska odpadów, między innymi: Pieńsk, Huta Legnica, Głogów, Wrocław (Wzgórze Maślickie).